# Alfredo Saco Miró Quesada
Alfredo Saco Miró Quesada (1905 - ??) fue un ingeniero, escritor y político peruano.

## Biografía
Nació en 1905. Hijo de Alejandro Saco Arenas y Carmen Rosa Miró Quesada Carassa. Sobrino del político Antonio Miró Quesada de la Guerra y de los periodistas Luis Miró Quesada de la Guerra y Óscar Miró Quesada de la Guerra.
Estudió en el Colegio Sagrados Corazones Recoleta de Lima.
Estudió Ingeniería Agrónoma en la Escuela Nacional de Agricultura.
De 1937 a 1939 trabajó como profesor de cultivos tropicales en la Escuela Nacional de Agricultura en Chapingo, México. 
Fue funcionario de la Organización de las Naciones Unidas para la Alimentación y la Agricultura y de la Oficina de Asuntos Interamericanos.
En el Ministerio de Agricultura del Perú se desempeñó como Director de Cooperación Técnica y Económica Internacional.

## Carrera política
Militó en el APRA, en el cual fue dirigente, Secretario Nacional de Organización y parte del Comité Ejecutivo Nacional.
Durante el gobierno de Luis Miguel Sánchez Cerro fue expulsado a Chile, en donde vivió poco tiempo para luego viajar a México, en donde continuó participando activamente en las actividades apristas en el exilio junto a Fernando León de Vivero. Durante esta etapa, tuvieron acercamientos con León Trotski. En 1938 fue Secretario General del Comité Aprista en México.

### Diputado
En las elecciones generales de 1945 fue elegido como Diputado por el APRA. Durante su gestión parlamentaria, es recordada su interpelación al ministro de Agricultura, Enrique Basombrío Echenique, en la cual le pregunto el precio de los pallares en Ica. Tras culminar la interpelación, el ministro renunció al cargo.

El señor SACO MIRÓ QUESADA.- Yo quisiera preguntarle al señor ministro si él sabe cuál es el precio oficial de los pallares en la Ciudad de lca y cuál es el precio oficial de ese mismo artículo en la ciudad de Lima, regulados por la Dirección de Abastecimientos.
El señor MINISTRO.- Señor presidente: Declaro enfáticamente que mi mente, que tiene tantas cifras y tantos problemas, no puede retener precios específicos de cien productos alimenticios en cien puntos del País. Lo declaro hidalgamente. No podría decir cuáles son esos precios. [Aplausos].
El señor SACO MIRÓ QUESADA [Continuando].- Desde luego, señor presidente, que yo sabía que el señor ministro no conocía esos precios, porque efectivamente no se le puede pedir que tenga en mente todas estas cifras. Pero como se trata de interpelaciones y de preguntas, quería hacerle la pregunta para después yo mismo darle la respuesta. [Risas]. Aquí, señor presidente, tengo la lista oficial de precios de la Junta Departamental de Alimentos de Ica, en la que se fija el precio de los pallares al minorista a setentisiete soles los cien kilos y al público a ochenta centavos el kilo. Y aquí, tengo, igualmente la lista oficial de precios del Ministerio de Agricultura, de la Dirección General de Abastecimientos, para Lima, en la que se fija el precio de los pallares de Ica a sesentinueve soles para el minorista y a setentidos soles para el público. Esto quiere decir, señor presidente, que estas Juntas Departamentales de Alimentación y este sistema de control de precios hacen vender los pallares en Ica, donde se producen, a precios superiores a los de Lima, a donde tienen que ser traídos desde Ica. [Risas y aplausos]
Cámara de Diputados, Actas de 1945, tomo III p.1259

## Publicaciones
- Marxismo y Perestroika: desintegración de la Unión Soviética (1994)
- Por la erradicación del hambre (1988)
- Difusión continental del aprismo (1986)
- Tiempos de violencia y rebeldía (1985)
- Tierra, pan y libertad: la solución aprista (1980)
- Programa agrario del aprismo (1946)
- Síntesis aprista (1934)